# Mårataggbening
Mårataggbening (Legnotus picipes) är en insektsart som först beskrevs av Carl Fredrik Fallén 1807.  Mårataggbening ingår i släktet Legnotus, och familjen tornbenskinnbaggar. Arten är reproducerande i Sverige.